# Cadów
Cadów – wieś w Polsce, położona w województwie łódzkim, w powiecie radomszczańskim, w gminie Kobiele Wielkie.
 przez wieś biegnie Łódzka Magistrala Rowerowa N-S
| SIMC    | Nazwa     | Rodzaj     |
| ------- | --------- | ---------- |
| 0542876 | Nadrożna  | osada      |
| 0542882 | Podświerk | przysiółek |

W latach 1975–1998 wierś administracyjnie należała do województwa piotrkowskiego.